# Résolution 1559 du Conseil de sécurité des Nations unies
Membres permanents
- Chine
- États-Unis
- France
- Royaume-Uni
- Russie

Membres non permanents
- Algérie
- Allemagne
- Angola
- Bénin
- Brésil
- Chili
- Espagne
- Pakistan
- Philippines
- Roumanie

Résolution no 1558 Résolution no 1560
La résolution 1559 a été adoptée le 2 septembre 2004 par le Conseil de sécurité de l'ONU, à l'initiative conjointe de la France et des États-Unis, par 9 voix sur 15, et 6 abstentions.
Le Conseil de sécurité de l'ONU a soutenu la tenue d'élections présidentielles libres et équitables au Liban. Il a exhorté le gouvernement libanais à établir son contrôle sur l'ensemble de son territoire, à désarmer les milices, y compris le Hezbollah, et à faciliter le retrait de toutes les forces étrangères restantes dans le pays,.
Adoptée dans l'urgence, elle appelle au respect de la souveraineté et de l'indépendance politique du Liban, au retrait de toutes les troupes étrangères de son sol et à une élection présidentielle libre et équitable. Selon les États-Unis, elle a été adoptée dans le but d'empêcher l'aboutissement des manœuvres de la Syrie, dirigée par Bachar el-Assad, pour obtenir la réélection du président Émile Lahoud. Selon Jacques Chirac, elle « est le résultat d'une action commune entre les États-Unis et la France. C'est un élément déterminant de la stabilité de la région. De ce point de vue nous avons eu une approche commune. Peut-être que nous n'avions pas exactement les mêmes arrière-pensées ». Pour la France, elle était un moyen de dissuader les États-Unis d'intervenir militairement. elle permettait aussi de renforcer l'ancien Premier ministre Rafiq Hariri face au président de la République Émile Lahoud.
- Ont voté pour : Allemagne, Angola, Bénin, Chili, Espagne, États-Unis, France, Roumanie, Royaume-Uni ;
- Ont déclaré que la résolution constituait une ingérence dans les affaires intérieures du Liban et se sont abstenus : Algérie, Brésil, Chine, Pakistan, Philippines, Russie.

La résolution comprend plusieurs volets : 
- 1) Le retrait des troupes étrangères. C'est-à-dire de l'armée syrienne chargée provisoirement de maintenir la paix civile à l'issue de l'Accord de Taëf, mais toujours présente quinze ans après. Et aussi de l'armée israélienne occupant la petite zone dite des Fermes de Chebaa qui joue le rôle de réservoir d'eau régional.
- 2) le désarmement et la dissolution de toutes les milices.
- 3) L'organisation de l'élection présidentielle hors de toute interférence étrangère. C'est-à-dire la non-prolongation du mandat d'Émile Lahoud accusé d'être opposé aux deux points précédents et d'être, à ce titre, soutenu par la Syrie.

Le résultat de cette résolution est contrasté : le Parlement libanais prolongea le mandat d'Émile Lahoud avec une majorité plus large que prévu, puis la Syrie retira son armée du Liban.

## Analyses
Pour l'universitaire et ancien ministre libanais Georges Corm, « avec un aveuglement peu commun, la diplomatie française prit l'initiative de cette résolution, sans doute afin de se réconcilier avec les États-Unis après la brouille sur l'Irak en 2003. Mais, du même coup, elle faisait sombrer le Liban dans la pire déstabilisation, le renvoyant à sa situation entre 1975 et 1990 : un espace d'affrontement entre toutes les forces antagonistes au Proche-Orient. »

## Texte
- Résolution 1559 Sur fr.wikisource.org
- Résolution 1559 Sur en.wikisource.org